# Antigone voilée
Pour les articles homonymes, voir Antigone.
Antigone voilée est une pièce de théâtre écrite par François Ost en 2004. Elle explore le mythe d'Antigone dans une version revisitée en utilisant la problématique du voile islamique. La pièce se jouera prochainement à Kaboul.

## Représentations
- Vaartkapoen à Molenbeek par le groupe Caléidoscoop, avril 2005.
- Théâtre de la Place des Martyrs, Bruxelles, 20 mars 2006, mise en espace de Jacques Neefs. Interprétation : Jaoued Deggouj, Hassiba Halabi, Pierre Hardy, Stéphane Ledune, Hakim Louk'Man, Bernard Marbaix, Sylvie Perederejew, Lamia Shita, Hélène Theunissen, Julien Vargas.